# Magritte: The False Mirror
Magritte: The False Mirror è un cortometraggio del 1970 diretto da David Sylvester e basato sulla vita del pittore belga René Magritte; Sylvester l'ha girato un anno dopo "Matisse and his Model" (1968), essendo un esperto di Magritte, di cui ha organizzato mostre in Europa ed America.
Le riprese del film state girate durante l'esibizione dei lavori di Magritte alla Tate Gallery nel 1969.